# Olena Apanovich
Olena Apanovych (en ucraniano: Олена Михайлівна Апанович) (9 de noviembre de 1919 - 21 de febrero de 2000) fue una historiadora ucraniana, investigadora de los Cosacos de Zaporiyia. Fue galardonada con el Premio Antonovych.

## Biografía
Olena Apanovych nació en Melekes, Simbirsk (actualmente Dimitrovgrad, Óblast de Uliánovsk), Rusia, en el seno de una familia de empleados ferroviarios. Sus familiares cuentan que su madre dio a luz a Olena en un vagón de tren. Su padre era de origen campesino bielorruso (de ahí su apellido bielorruso Apanovich) y su madre pertenecía a la pequeña nobleza polaca. Pasó toda su infancia en Manchuria, al noreste de China, donde trabajaba su padre. Su familia fue deportada de China por los japoneses. En 1933 se instalaron en Járkov, donde Olena terminó el bachillerato. La madre de Olena murió poco después y su padre fue suprimido en 1939 por falsas acusaciones.
En 1937, ingresó en el "Instituto de Periodismo de toda la Unión" de Moscú, pero la escuela se cerró pronto y Apanovych regresó a Járkov, donde se graduó en el Instituto Pedagógico (Facultad de Lengua y Literatura Rusas) poco antes del comienzo de la Segunda Guerra Mundial. Tras la inicio de la invasión alemana, fue evacuada a Kazajistán y a Baskiria. Desde mayo de 1944, Olena trabajó en el Archivo Estatal Central de Ucrania en Kiev como investigadora y preparó muchos documentos históricos para su publicación.
En 1950, Apanovych defendió su tesis para la obtención del título de Candidato de Ciencias (equivalente aproximado a un Doctorado) sobre la participación de los Cosacos de Zaporiyia en la guerra ruso-turca de 1768-1774. Posteriormente se incorporó al Instituto de Historia de la Academia de Ciencias de Ucrania como destacada experta en cosacos. Durante el periodo 1950-72, dirigió expediciones arqueológicas a lugares relacionados con la historia cosaca de Zaporiyia, publicó numerosos trabajos científicos e hizo un registro completo de los monumentos cosacos de Zaporiyia.
A partir de 1972, tras ser despedida por motivos políticos del Instituto de Historia, Apanovych trabajó en la Biblioteca Científica Central de la Academia de Ciencias de Ucrania, realizando importantes contribuciones en la investigación de manuscritos. A principios de la década de 1980, fue invitada a menudo como asesora histórica para documentales y películas de ficción sobre el cosaco ucraniano.

## Premios y distinciones
- En 1991, Apanovych se convirtió en miembro de la Unión de Escritores de Ucrania.
- 1994, premio T.Shevchenko.
- 1995, Premio Antonovych (EE. UU.)